# Berkelpoort (Zutphen)
De Berkelpoort is een waterpoort en onderdeel van de Zutphense stadsmuur en gelegen aan de oostelijke rand van het stadscentrum, over de kleine rivier de Berkel. De poort werd in de 14e eeuw gebouwd om de twee nederzettingen aan beide zijden van de Berkel met elkaar te verbinden.
Oorspronkelijk waren er twee waterpoorten die samen met de stadsmuur een vesting rond de stad vormden. De andere waterpoort, die zich bevond zich ter hoogte van de Berkelpoortstraat, is in 1774 gesloopt.
In 1888 werd de Berkelpoort gerestaureerd door architect P.J.H. Cuypers. Cuypers preserveerde de ruïneuze toestand van de poort door de bovenkant van de muren met een laag cement te bedekken. In 1951 volgde een nieuwe, meer reconstruerende restauratie.

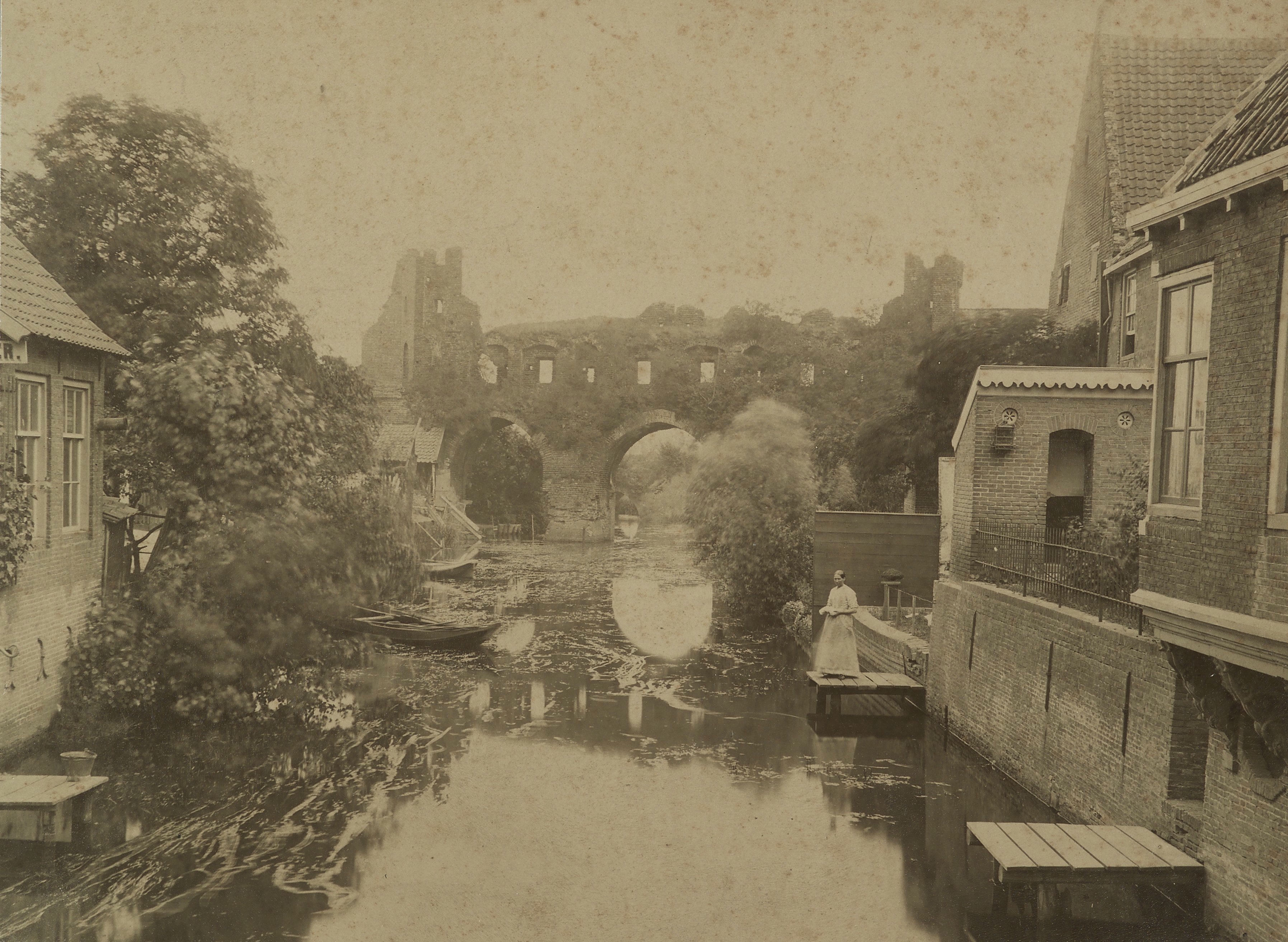
Ruïne over de Berkel
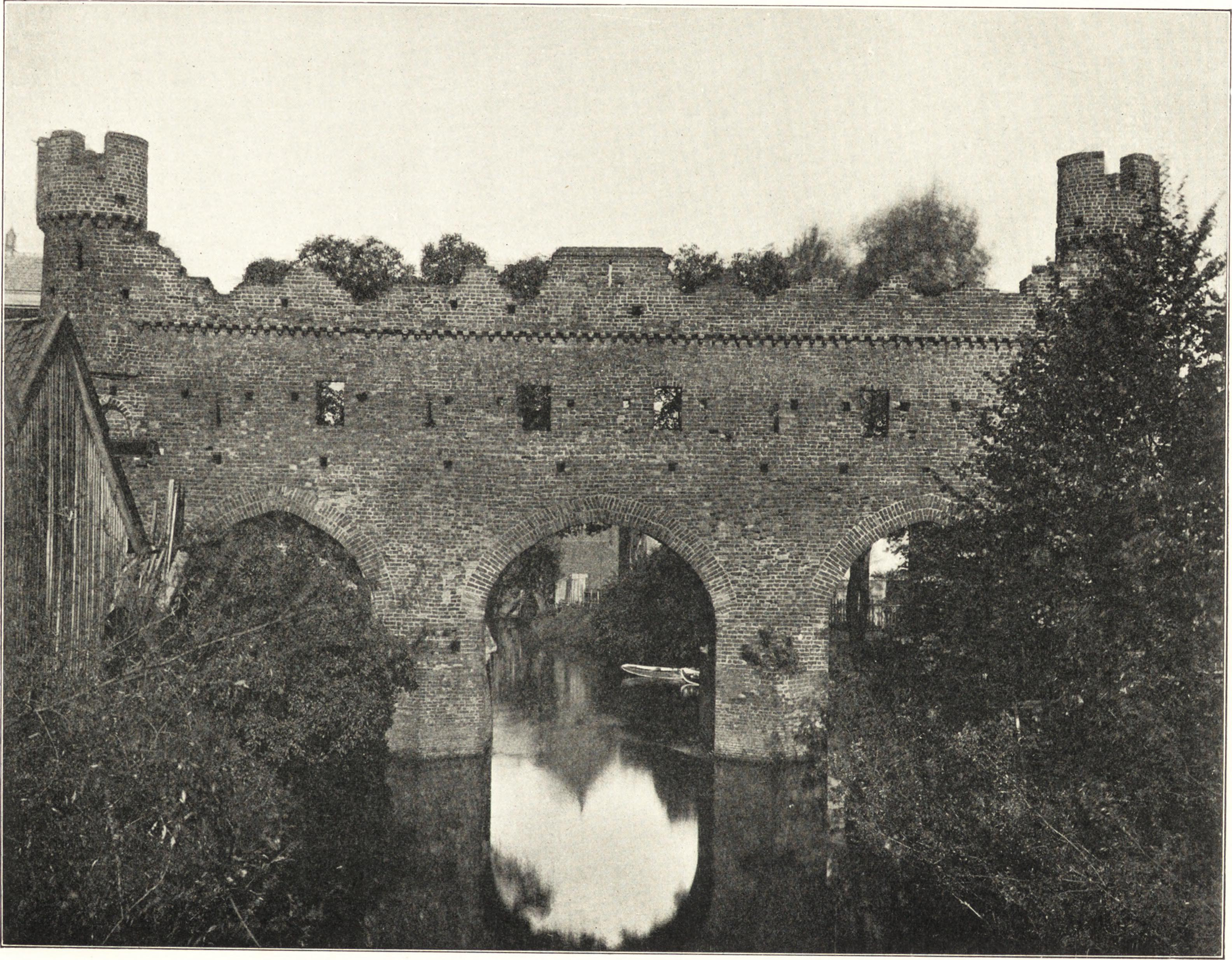
De ruïne over de Berkel te Zutphen. Naar foto genomen Ao 1900 (Oud-Nederlandsche steden in haar ontstaan, groei en ontwikkeling (1909)
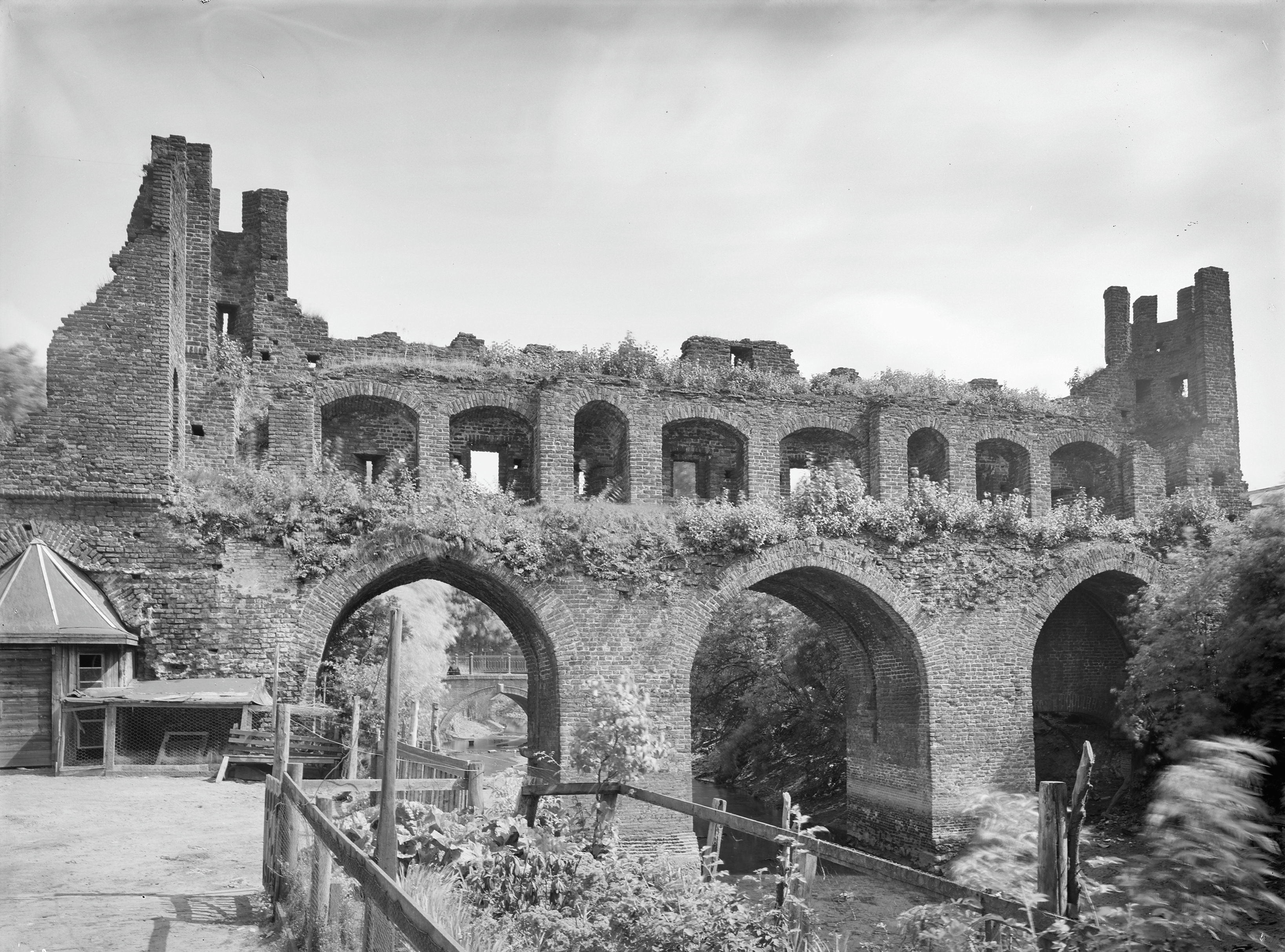
De Berkelpoort in Augustus 1940